# Para-Cloroanfetamina
para-Cloroanfetamina (PCA), também conhecida como 4-cloroanfetamina (4-CA), é uma anfetamina substituída e liberador de monoamina similar a MDMA, mas com neurotoxicidade substancialmente mais alta, que é considerada como devido à liberação irrestrita tanto de serotonina como dopamina por um metabólito. É usada como uma neurotoxina por neurobiologistas para matar neurônios serotonérgicos seletivamente com propósitos de pesquisa, da mesma forma que 6-hidroxidopamina é usada para matar neurônios dopaminérgicos.
No entanto, os efeitos do composto em animais experimentais parecem menos encorajadores. Tem sido percebida como sendo uma aparente droga projetada, juntamente com a relacionada 3-cloroanfetamina, que é ainda mais potente como liberador de dopamina e serotonina, mas um pouco menos neurotóxico.
O derivado N-metilado intimamente relacionado, para-clorometanfetamina (CMA), que é metabolizado a para-cloroanfetamina in vivo, também tem propriedades neurotóxicas.

## Legalidade

### China
A partir do ato governamental 4-CA, de outubro de 2015, é uma substância controlada na China.